# Batallón Guernica
El Batallón Guernica (en euskera: Gernika Batailoia) fue un batallón de la Francia Libre formado por soldados vascos que combatió en Francia durante la Segunda Guerra Mundial. El batallón fue organizado por el Gobierno Provisional del País Vasco, presidido por el lendakari José Antonio Aguirre, y luchó bajo el liderazgo del oficial Kepa Ordoki.

## Historia

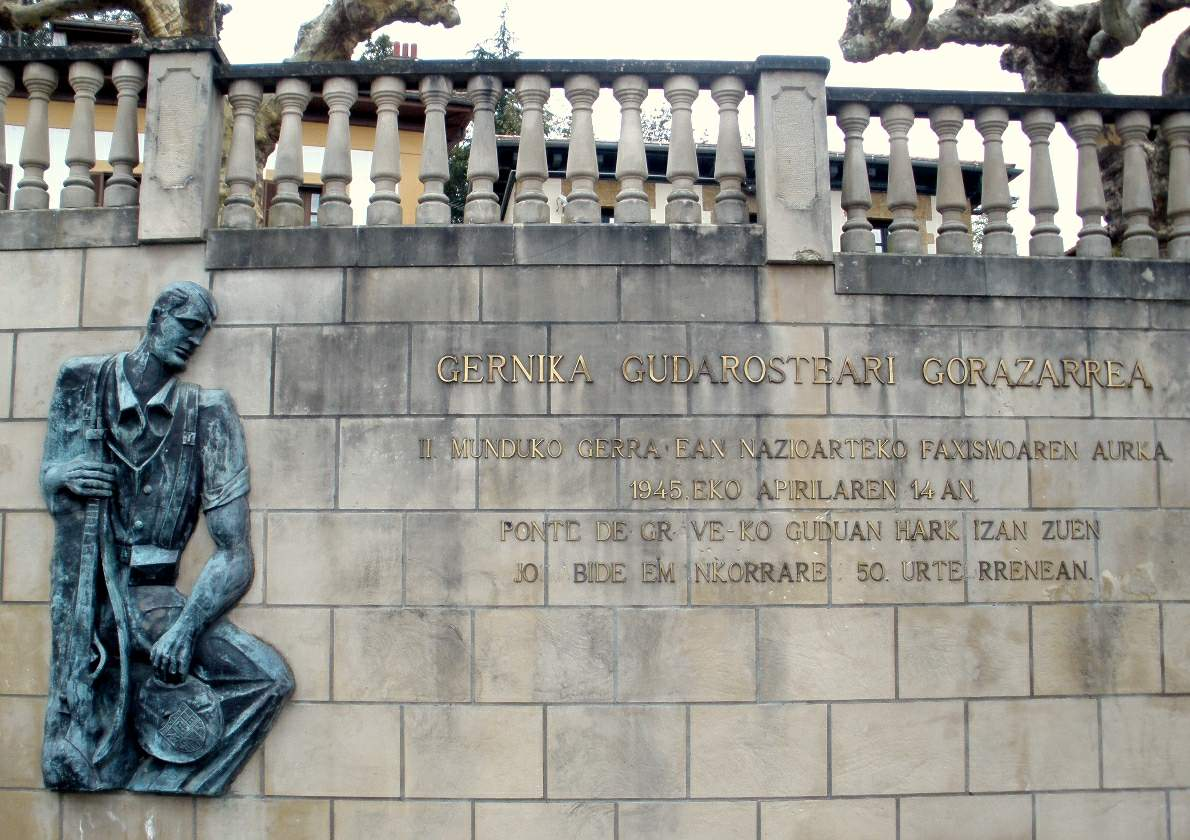
Memorial del Batallón Guernica en Guernica y Luno.

Durante la Segunda Guerra Mundial tuvo lugar un primer intento de crear un batallón vasco para participar en la guerra, el intento lo llevó a cabo el político de origen navarro, dirigente del Partido Nacionalista Vasco, Manuel de Irujo. Irujo y el general francés Charles de Gaulle, el líder de la Francia Libre, acordaron formar un batallón de infantería integrado por soldados vascos, sin embargo dicho batallón fue disuelto por el alto mando aliado y no llegó a entrar en combate. El Gobierno vasco en el exilio tenía su sede en la Casa vasca de la ciudad de Londres en el Reino Unido y representaba los intereses de Euskadi en el Mundo. El Gobierno vasco en el exilio cooperaba con los Aliados. El Batallón Guernica fue creado en 1944 por orden del gobierno vasco en el exilio y estaba dirigido por el oficial Kepa Ordoki, miembro de Acción Nacionalista Vasca y albañil de profesión, el batallón tenía como bandera la ikurriña. Del 14 al 20 de abril de 1945 la unidad luchó contra las posiciones alemanas en la batalla de Pointe de Grave, en la región del Médoc. Los soldados de dicho batallón participaron en el desfile de la victoria celebrado en Burdeos, los soldados desfilaron con la Bandera de la Segunda República española y la ikurriña vasca, ambas banderas tenían un gran significado y simbolismo, después de la batalla, varios miembros de la unidad fueron condecorados con la medalla de la Cruz de Guerra francesa. Cuando el general Charles de Gaulle pasaba revista a las tropas vascas en el aeródromo de Grayan, mencionó lo siguiente al comandante Ordoki:

"Mi comandante, Francia nunca olvidará los esfuerzos que ustedes, los vascos, hicieron para liberar nuestro territorio".